# Monstera maderaverde
Monstera maderaverde — вид квіткових рослин з роду Монстера родини ароїдних, Araceae. Його рідним ареалом є Гондурас.